# 大ベルト海峡

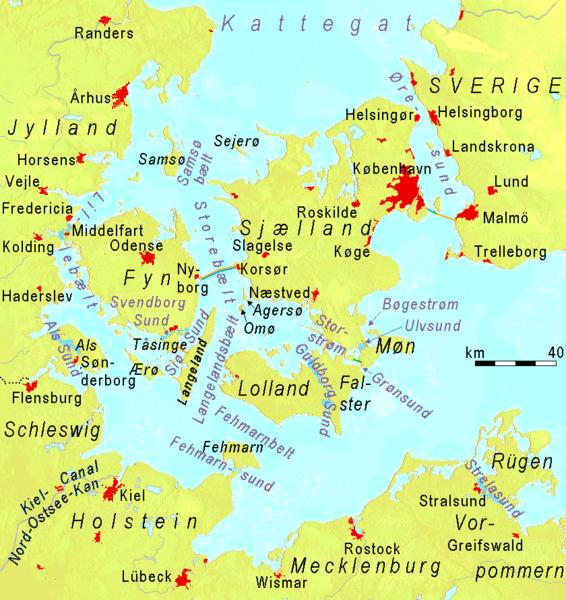
デンマーク周辺の海峡

大ベルト海峡またはストア海峡（英: Great Belt、丁: Storebælt）は、デンマークにある海峡。シェラン島とフュン島と間にあり、キール湾およびランゲラン・ベルト海峡とカテガット海峡を結ぶものである。長さ約60km、幅16から32km。海峡はバルト海と北海とを結ぶ主要航路の一つであり、国際水域となっている。海峡の中ほどにはスプロゴ島がある。この島も利用して、大ベルト橋が1997年に架けられた。